# Nick Schmaltz
Nicholas "Nick" Schmaltz, född 23 februari 1996, är en amerikansk professionell ishockeyforward som spelar för Utah Mammoth i National Hockey League (NHL).
Han har tidigare spelat för Chicago Blackhawks, Arizona Coyotes och Utah Hockey Club i NHL; Rockford Icehogs i American Hockey League (AHL); North Dakota Varsity Athletics/Fighting Hawks i National Collegiate Athletic Association (NCAA) samt Green Bay Gamblers i United States Hockey League (USHL).

## Spelarkarriär

### NHL

#### Chicago Blackhawks
Schmaltz draftades i första rundan i 2014 års draft av Chicago Blackhawks som 20:e spelare totalt.

#### Arizona Coyotes
Han tradades till Arizona Coyotes den 25 november 2018 i utbyte mot Dylan Strome och Brendan Perlini.

## Statistik
| 2009–2010   | Chicago Mission U13            | T1EHL       | 31  | 19  | 35  | 54  | 22  | — | — | — | — | —  |
| 2010–2011   | Chicago Mission U14            | T1EHL       | 27  | 24  | 31  | 55  | 6   | — | — | — | — | —  |
| 2011–2012   | Chicago Mission U16            | HPHL        | 13  | 9   | 11  | 20  | 4   | — | — | — | — | —  |
|             | Green Bay Gamblers             | USHL        | 11  | 1   | 3   | 4   | 2   | — | — | — | — | —  |
| 2012–2013   | Green Bay Gamblers             | USHL        | 64  | 18  | 34  | 52  | 15  | 4 | 1 | 1 | 2 | 0  |
| 2013–2014   | Green Bay Gamblers             | USHL        | 55  | 18  | 45  | 63  | 16  | 4 | 1 | 2 | 3 | 17 |
|             | U.S. National U18 Team         |             | 2   | 0   | 0   | 0   | 0   | — | — | — | — | —  |
| 2014–2015   | North Dakota Varsity Athletics | NCAA        | 38  | 5   | 21  | 26  | 12  | — | — | — | — | —  |
| 2015–2016   | North Dakota Fighting Hawks    | NCAA        | 37  | 11  | 35  | 46  | 6   | — | — | — | — | —  |
| 2016–2017   | Chicago Blackhawks             | NHL         | 61  | 6   | 22  | 28  | 6   | 4 | 0 | 0 | 0 | 2  |
|             | Rockford Icehogs               | AHL         | 12  | 6   | 3   | 9   | 2   | — | — | — | — | —  |
| 2017–2018   | Chicago Blackhawks             | NHL         | 78  | 21  | 31  | 52  | 18  | — | — | — | — | —  |
| 2018–2019   | Chicago Blackhawks             | NHL         | 23  | 2   | 9   | 11  | 6   | — | — | — | — | —  |
|             | Arizona Coyotes                | NHL         | 17  | 5   | 9   | 14  | 2   | — | — | — | — | —  |
| 2019–2020   | Arizona Coyotes                | NHL         | 70  | 11  | 34  | 45  | 20  | — | — | — | — | —  |
| 2020–2021   | Arizona Coyotes                | NHL         | 52  | 10  | 22  | 32  | 16  | — | — | — | — | —  |
| 2021–2022   | Arizona Coyotes                | NHL         | 63  | 23  | 36  | 59  | 14  | — | — | — | — | —  |
| 2022–2023   | Arizona Coyotes                | NHL         | 63  | 22  | 36  | 58  | 20  | — | — | — | — | —  |
| 2023–2024   | Arizona Coyotes                | NHL         | 79  | 22  | 39  | 61  | 10  | — | — | — | — | —  |
| 2024–2025   | Utah Hockey Club               | NHL         | 82  | 20  | 43  | 63  | 14  | — | — | — | — | —  |
| NHL totalt  | NHL totalt                     | NHL totalt  | 588 | 142 | 281 | 423 | 126 | 4 | 0 | 0 | 0 | 2  |
| NCAA totalt | NCAA totalt                    | NCAA totalt | 75  | 16  | 56  | 72  | 18  | — | — | — | — | —  |
| USHL totalt | USHL totalt                    | USHL totalt | 130 | 37  | 82  | 119 | 33  | 8 | 2 | 3 | 5 | 17 |

### Internationellt
| Källa: Uppdaterad: 2024-10-27 | Källa: Uppdaterad: 2024-10-27 | Källa: Uppdaterad: 2024-10-27 |         | Utv = Utvisningsminuter | Utv = Utvisningsminuter | Utv = Utvisningsminuter | Utv = Utvisningsminuter | Utv = Utvisningsminuter |
| År                            | Lag                           | Mästerskap                    | Matcher | Mål                     | Assists                 | Poäng                   | Utv                     |                         |
| ----------------------------- | ----------------------------- | ----------------------------- | ------- | ----------------------- | ----------------------- | ----------------------- | ----------------------- | ----------------------- |
| 2012                          | USA                           | Ungdoms-OS                    | 6       | 2                       | 4                       | 6                       | 8                       |                         |
| 2013                          | USA                           | Ivan Hlinka                   | 5       | 5                       | 3                       | 8                       | 2                       |                         |
| 2015                          | USA                           | JVM                           | 5       | 0                       | 1                       | 1                       | 0                       |                         |
| 2016                          | USA                           | JVM                           | 7       | 2                       | 6                       | 8                       | 4                       |                         |
| 2017                          | USA                           | VM                            | 7       | 0                       | 3                       | 3                       | 2                       |                         |
| Junior totalt                 | Junior totalt                 | Junior totalt                 | 23      | 9                       | 14                      | 23                      | 14                      |                         |
| Senior totalt                 | Senior totalt                 | Senior totalt                 | 7       | 0                       | 3                       | 3                       | 2                       |                         |

## Privat
Han är bror till Jordan Schmaltz.